# Stemma del Mississippi

Stemma del Mississippi

Lo stemma del Mississippi (ufficialmente in inglese Great Seal of the State of Mississippi, ossia Gran Sigillo dello Stato del Mississippi) fu adottato per la prima volta il 19 gennaio del 1798, quando fu organizzato il territorio del Mississippi. Il Mississippi  mantenne tale stemma anche dopo essere divenuto stato nel 1817.
L'anello esterno dello stemma contiene la denominazione emblematica. Al suo interno è rappresentata un'aquila con la testa rivolta a sinistra e con in petto uno scudo a stelle e strisce. Dalla prospettiva dell'aquila, essa stringe sul suo artiglio sinistro 3 frecce, che simboleggiano la capacità di intraprendere guerra, e su quello destro un ramo d'ulivo, simbolo del desiderio di pace.
Il 31 gennaio 2014, allo scopo di evidenziare la difesa della libertà religiosa, il senato dello Stato approvò l'aggiunta nella parte bassa dello stemma del motto In God We Trust, modifica divenuta effettiva a partire dal 1º luglio dello stesso anno.

## Altri stemmi

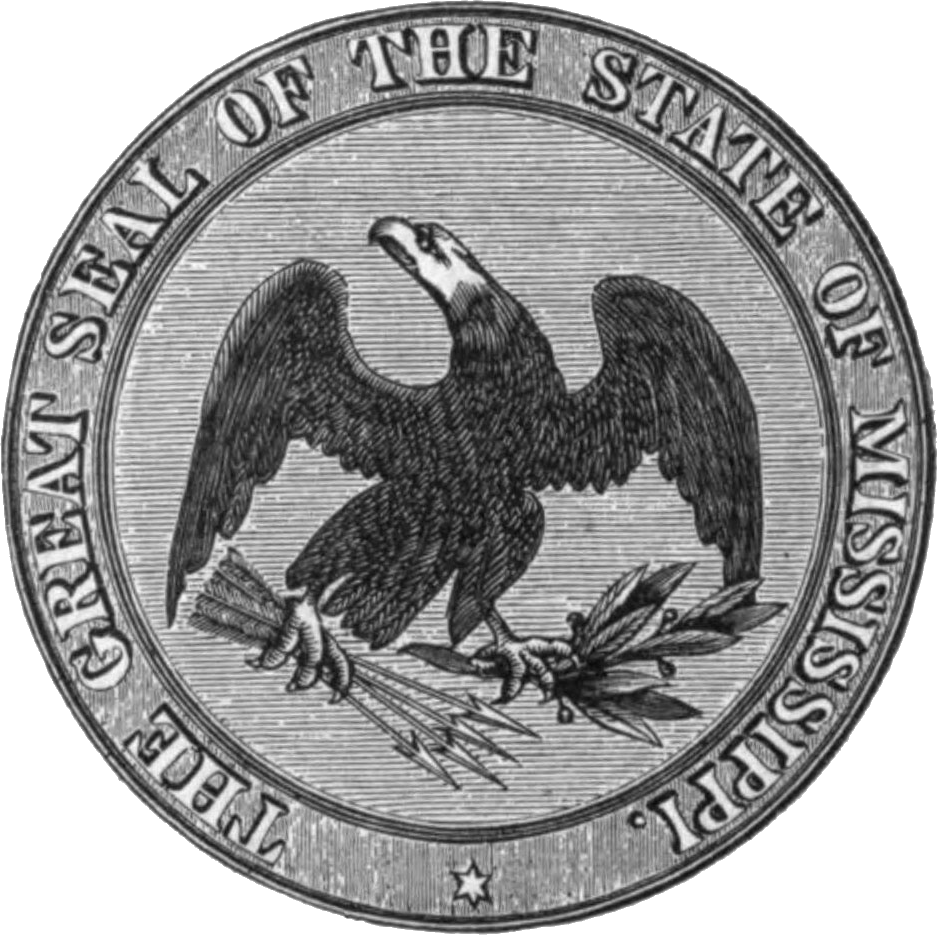
Stemma del Mississippi dal 1818 al 1879
Stemma del Mississippi dal 1879 al 2014
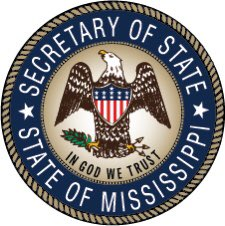
Stemma del segretario di Stato del Mississippi
Stemma del potere giudiziario del Mississippi
Stemma del dipartimento dei trasporti del Mississippi
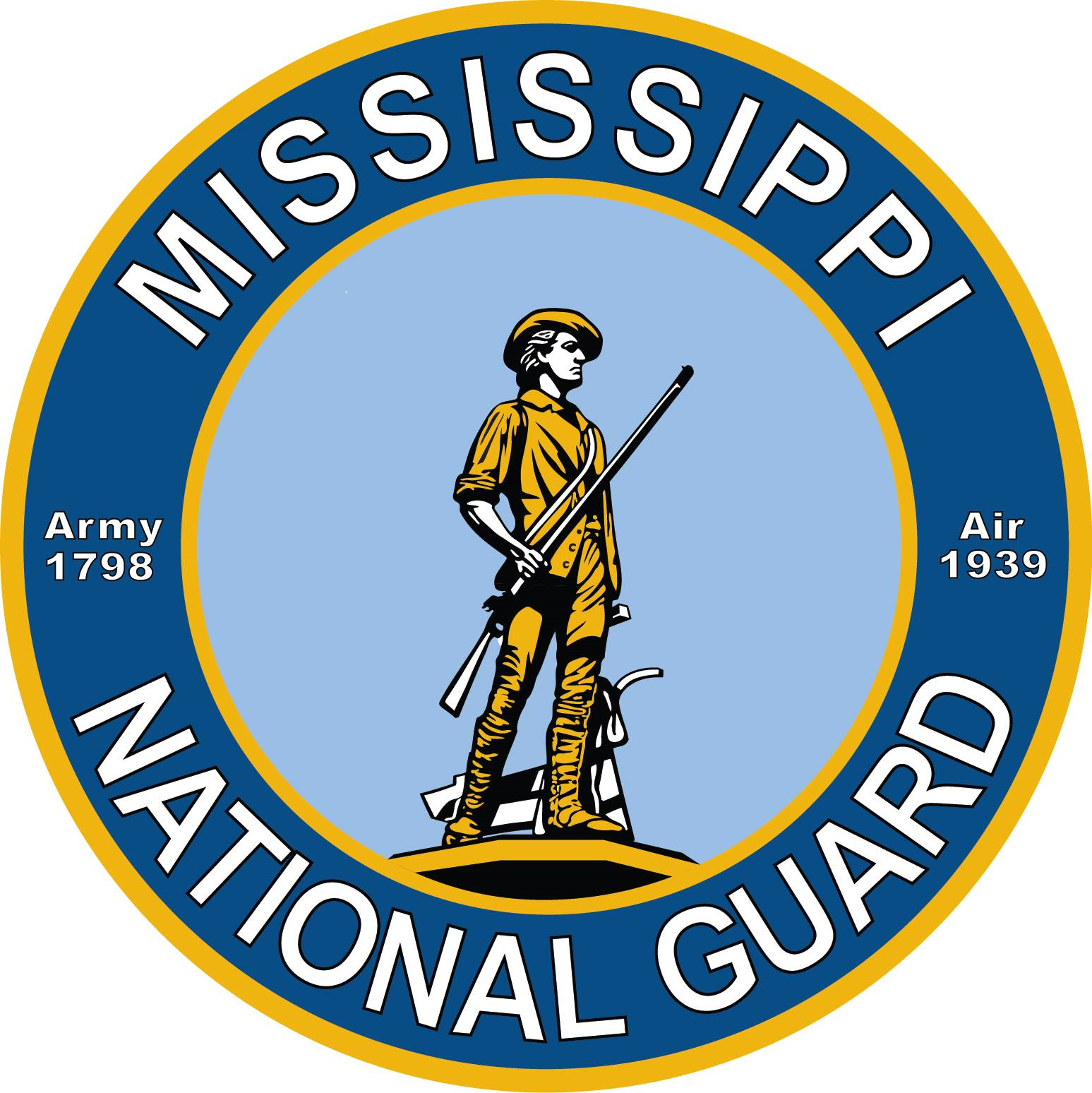
Stemma della Guardia Nazionale del Mississippi